# Xyris nigricans
Xyris nigricans är en gräsväxtart som beskrevs av L.A.Nilsson. Xyris nigricans ingår i släktet Xyris och familjen Xyridaceae. Inga underarter finns listade i Catalogue of Life.